# 어린 왕자
《어린 왕자》(프랑스어: Le Petit Prince, 문화어: 별의 왕자님)는 프랑스의 비행사이자 작가인 앙투안 드 생텍쥐페리가 1943년 발표한 중편 소설이다.
1943년에 미국에서 처음 출판되었고, 그 해 비시 프랑스 치하의 프랑스에서 비밀리에 출판되었다. 프랑스가 해방된 이후 1947년 갈리마르사(社)가 작자 자필의 이상하고 아름다운 삽화를 넣어 프랑스에서 새로 출판하였다.
현재까지 300여 개 국어로 번역되었고, 한국어판 중에는 저자의 삽화가 삽입된 번역본이 있다. 영화와 애니메이션으로도 제작되었다.

## 내용
사하라 사막에 불시착한 조종사가 자기의 작은 별에서 여러 별들을 거쳐 드디어 지상에 내려온 소년의 이야기를 듣고 결국 소년이 뱀에게 물려 자신의 별로 돌아갈 때까지의 이야기이다.

### 등장인물
- 나
- 어린 왕자
- 붉은 장미
- 왕
- 허영심에 찬 남자
- 사업가
- 수학자
- 주정뱅이
- 점등인
- 지리학자
- 뱀
- 꽃잎이 세장인 꽃
- 여우
- 철도원
- 장사꾼

### 소재
《어린 왕자》는 《인간의 대지》처럼 생텍쥐페리 자신이 사하라 사막에서 겪은 경험에서 얻은 영감을 바탕으로 쓴 것으로 보인다. 작품에 등장하는 여우는 그가 사막에서 본 페넥여우이다.

## 감상 및 평가
순결한 소년과 장미(여성)의 사랑 이야기나 갖가지 지상의 성인을 반영하는 다른 별에서 겪은 체험을 통하여 인생에 대한 일종의 초월적 비판을 시도하였다. 그러나 이 비판을 담은 시(童心)는 그것이 비판과 분리되지 않고 일체로 되어 있기 때문에 작자의 심정과 윤리가 혼연히 융합되고 표백(表白)되어 있어, 프랑스는 물론 미국·독일 등 각국에서도 비상한 호평으로 환영하였다.

## 기타
일본 하코네에는 어린 왕자 박물관이 있는데, 소행성 B612를 비롯하여 《어린 왕자》에 등장하는 것들의 조각이 전시되어 있다.

## 속편
- 《다시 만난 어린 왕자》는 장피에르 다비트가 1997년 발표한 소설이다.

## 같이 보기
- 어린 왕자 (1974년 영화)
- 어린 왕자 (2010년 애니메이션)
- 어린 왕자 (2015년 영화)
- 르 몽드가 선정한 세기의 도서 100권